# Route 25 (Alberta)
Pour les articles homonymes, voir Route 25.
La Route 25 est une route située dans le sud de l'Alberta, près de Lethbridge.
La route 25 débute à un échangeur avec la route 3 dans les limites nord-ouest de Lethbridge. University Drive constitue le prolongement sud de la route jusqu'à West Lethbridge sans toutefois faire partie du tracé de la route numérotée.
Elle débute en se dirigeant vers le nord et passe par les hameaux de Diamond City et de Shaughnessy jusqu'à ce qu'elle rencontre la route 519, où elle bifurque vers l'est, puis vers le nord tout juste après avoir passé par Picture Butte. Elle se poursuit vers le nord jusqu'à ce qu'elle atteigne la route 843 où elle tourne vers l'est à nouveau. Elle passe par Iron Springs et atteint Turin.
Après Turin, la route 25 se dirige vers le nord et rencontre la route 526 à l'ouest d'Enchant. C'est à cet endroit que la route prend fin.

## Intersections majeures
| Municipalité rurale / spécialisée | Ville               | km                           | Destinations                                             | Notes                                                                             |
| --------------------------------- | ------------------- | ---------------------------- | -------------------------------------------------------- | --------------------------------------------------------------------------------- |
| Ville de Lethbridge               | Ville de Lethbridge | 0,00                         | University Drive W                                       | University Drive continue vers le sud                                             |
| Ville de Lethbridge               | Ville de Lethbridge | 0,00                         | AB-3 – Fort Macleod, Calgary, Centre-ville, Medicine Hat | Échangeur                                                                         |
| Comté de Lethbridge               |                     | 19,40                        | AB-519 ouest – Nobleford, Granum                         | Terminus sud du multiplex avec l'AB-519                                           |
| Comté de Lethbridge               | Picture Butte       | 23,00                        | AB-519 est / AB-843 sud (Rogers Avenue)                  | Terminus nord du multiplex avec l'AB-519; terminus sud du multiplex avec l'AB-843 |
| Comté de Lethbridge               |                     | 29,70                        | AB-843 nord                                              | Terminus nord du multiplex avec l'AB-843                                          |
| Comté de Lethbridge               | 41,90               | AB-845 – Lomond, Coaldale    |                                                          |                                                                                   |
| Comté de Lethbridge               | 52,20               | AB-521 est – Taber, Vauxhall | Terminus ouest de l'AB-521                               |                                                                                   |
| M.D. de Taber                     |                     | 71,70                        | AB-526 – Lomond, Enchant                                 |                                                                                   |
| - Terminus de multiplex           |                     |                              |                                                          |                                                                                   |